# Zlámaniny
Zlámaniny jsou malá vesnice, část obce Nová Paka v okrese Jičín.

## Historie
Jako část obce vznikla ke dni 11. června 2012. Nachází se cca 1 km západně od města Nová Paka, v katastrálním území Nová Paka o rozloze 7,18  km². Zlámaniny sousedí na jihu s Vlkovem (rovněž část Nové Paky) a na západě s Českou Prosečí (část obce Úbislavice). V roce 2011 měla 0 obyvatel a nacházelo se v ní 17 domů. K 22. srpnu 2016 zde bylo evidováno 15 adres.

## Příroda
Severně od Zlámanin se nachází vrchol Ve Zlámaninách o nadmořské výšce 509 metrů a severovýchodně pak ještě Poštmistrův kopec o stejné výšce. Východně od obce protéká bezejmenný potok, jehož vody po soutoku s dalšími vodotečemi napájí vodní nádrž Jahodnice. Západně od Zlámanin se nachází vodní plocha Mikuláš.

## Doprava
Prochází tudy silnice číslo III/28415 spojující Novou Paku s Českou Prosečí. Po této komunikaci je také vedena cyklotrasa číslo 4142.

## Sport
Při severním okraji obce je vedle cyklotrasy vedena také modře značená turistická trasa spojující rozcestí Pod Poštmistrovským kopcem s Úbislavicemi.